# Sphaerotherium dorsale
Sphaerotherium dorsale är en mångfotingart som beskrevs av Paul Gervais 1847. Sphaerotherium dorsale ingår i släktet Sphaerotherium och familjen Sphaerotheriidae. Inga underarter finns listade i Catalogue of Life.